# Иванов, Алексей Алексеевич (эсер)
Алексей Алексеевич Иванов (25 февраля 1891—10 сентября 1937)  — эсер, член Всероссийского учредительного собрания, министр без портфеля Верховного управления Северной области и последнего состава Временного правительства Северной области.

## Биография
По сословному происхождению из мещан. Родился в семье учителя д. Великое Архангельского уезда Архангельской губернии (по другим сведениям в Архангельске). Остался сиротой с возраста 4 лет. Выпускник Онежского городского училища, с 1909 года посещал курсы Черняева. Поступил в Петербургский университет, но был исключён. Служил учителем в Холмогорском уезде. С 1905 занимался революционной деятельностью, вступил в партию эсеров. В 1911 году арестован и приговорён к смертной казни, но смог бежать. В 1912—1917 годах организатор Беломорского студенческого межпартийного землячества в Петербурге/Петрограде.
В 1913 году по заданию Академии наук проводил этнографическое обследование Архангельской губернии. Занимался кооперацией. Опубликовал ряд книг на темы краеведения, редактор журнала «Волостное земство». В 1917 году избран в Петроградский Совет как лидер столичного студенчества.  В марте 1917 года вернулся в Архангельск, встал во главе губернской организации партии эсеров, редактировал  газету «Возрождение Севера», избран председателем губернского Совета Крестьянских депутатов, губернской земской управы, член Исполкома Всероссийского Совета Крестьянских депутатов. 
В конце 1917 года избран во Всероссийское учредительное собрание в  Архангельском избирательном округе по списку № 3 (эсеры и Совет Крестьянских Депутатов). Участвовал на единственном заседании Учредительного собрания 5 января 1918 года в Петрограде.
После антибольшевистского переворота 2 августа 1918 года в Архангельске вошёл в состав Верховного управления Северной области (ВУСО). Введён  в него Н. В. Чайковским в качестве министра без портфеля, как предполагают, чтобы уравновесить кадета Н. А. Старцева. 
В ходе переворота, организованного капитаном Чаплиным и подчиняющейся ему офицерской ротой в ночь на 6 сентября 1918 года, были сразу арестованы Чайковский, Маслов, Лихач, Гуковский и Зубов. Мартюшина задержали позднее. Только Иванову и Дедусенко удалось скрыться и избежать ареста. В тот же день, 6 сентября,  совещание послов стран Антанты под эгидой американского посла Фрэнсиса осудило военный переворот Чаплина и отстранило его от власти. Было сформировано Временное правительство Северной области (ВПСО) без участия эсеров.  Из 6 эсеров в составе ВУСО, лишь Иванов и Гуковский оставались в Архангельске до сложения полномочий Временного правительства Северной области. В 1919 году избран гласным Архангельской городской думы. Член исполкома Северного областного отдела «Союза Возрождения», председатель губернского земского собрания. Включён в последний 5-й состав  ВПСО,  который был сформирован 14 февраля 1920, за 4 дня до сложения полномочий и передачи власти пробольшевисткому совету профсоюзов. В нём Иванов снова занял пост министра без портфеля. Вскоре после этого многие члены ВПСО эмигрировали в Европу. А. А. Иванов этого не сделал.
В 1920—1924 годах жил в Ленинграде под фамилией Баранов, был арестован и выслан в Казань на три года. В 1930 вернулся в Ленинград, в 1930-е годы — заведующий издательством ВИР ВАСХНИЛ. Снова арестован 7 февраля 1933 года, 21 апреля 1933 года Тройкой ПП ОГПУ в ЛВО  приговорён к 5 годам ИТЛ. Е. Л. Олицкая пишет, что под следствием его допросили всего один или два раза и по постановлению ОСО посадили в Суздальский политизолятор. Никакого состава преступления ему вменено не было. На все запросы о причинах ареста он получал объяснение, что сидит он не за какие-либо совершенные им преступления, а в связи с «политической ситуацией». Находился в заключении также в Соловецком лагере особого назначения и Ярославской тюрьме. Освобождён. 
В 1937 году жил в городе Иваново. 9 сентября 1937 года «Тройкой» УНКВД по Ивановской области приговорён к расстрелу. Расстрелян 10 сентября 1937 года.
Реабилитирован в 1989.

## Труды

### Книги
- Иванов A. A. Север и земство. Архангельск, 1913. 36 с.
- Иванов A. A. О земстве в Архангельской губернии. Письма к северянам. Архангельск, 1913. 84 с.

## Адреса
- 1930-е — г. Ленинград, ул. Пестеля, д. 7, кв. 32[2].

### Рекомендуемые источники
- Славин П. А. А. Иванов. (Биографический очерк) // Крестьянские кандидаты в Учредительное собрание / Изд. Арх. Губ Сов. Кр. Деп. Архангельск, 1917. С. 3-9;
- Поморская энциклопедия. Архангельск, 2001. Т. 1. С. 168.
- Дойков Ю. Он сделал много для родного края A.A. Иванов. //Правда Севера. 1994, 27 июля. С. 4.